# Yongin
Yongin (kor. 용인시) – miasto w Korei Południowej, w prowincji Gyeonggi. W 2007 liczyło 766 560 mieszkańców.

## Współpraca
- Stany Zjednoczone: Fullerton
- Chińska Republika Ludowa: Yangzhou
- Uzbekistan: Wilajet fergański
- Malezja: Kota Kinabalu
- Turcja: Kayseri
- Australia: Redland City